# Шёнау (Оденвальд)
Шёнау (нем. Schönau) — город в Германии, в земле Баден-Вюртемберг.
Подчинён административному округу Карлсруэ. Входит в состав района Рейн-Неккар. Население составляет 4526 человек (на 31 декабря 2010 года). Занимает площадь 22,49 км². Официальный код — 08 2 26 080.